# 开福寺 (合肥)
开福寺位于安徽省合肥市蜀山区玉兰大道77号，是一座汉传佛教寺院。

## 历史
开福寺始建于唐贞观年间，相传慧满法师曾在此演《法华经》为百姓祈雨。古寺于抗日战争时期被炸毁。
2002年，安徽省佛教协会会长妙安长老发愿重建开福寺。
2004年，寺院正式开工建设。
2010年，开福寺开放，为安徽省最大单体寺院。

## 建筑
开福寺主体建筑有山门、山门殿、钟鼓楼、天王殿、大雄宝殿、藏经楼、报恩塔、祖师殿、伽蓝殿、罗汉堂、念佛堂、斋堂、观音殿、地藏殿、华藏殿、法堂、库房、方丈室、佛学院、上客堂、僧寮、退居寮、云水楼等，总面积32000平方米。